# マーフィー (お笑い芸人)
ADマーフィー（1981年2月24日 - ）は、日本のピン芸人である。本名：栗本 卓弥。
神奈川県出身。げんしじん事務所に所属していたが、2010年9月 事務所を退社。
2017年7月よりげんしじん事務所に復帰、SMA NEET Projectを退社。

## 来歴
- 以前は「くり工芸」（コンビ。相方は後に元・無免許ライダーを結成する小林勇太）→「栗本学園」（ピン）→ 「シュナイダー弟」（コンビ。2005年5月～9月。相方は後にピン芸人となるマスクマン）→「レジェンドof栗本」（ピン）→「ポッパイ堂」（コンビ）として活動していた。
- 自らを「マーフ」と呼ぶ。事務所内のユニット「ぐたく&ADマーフィー」ではボケ担当。
- R-1ぐらんぷり2009 1回戦敗退。
- 2010年10月WCSに入学、13期生となる。
- 2012年5月 旧芸名より改名[2]。

## 芸風
- 「マーフZONEへようこそ!」と言い、マーフZONEと称するショートコントを主に行う。オチと決め台詞は殆ど「マーフ」である。

マーフと言う際に両手を左右に広げる。
- 以前はうつ伏せして台車に乗って登場したり、緑のヒーロー戦隊モノのパーティーウェアを着ていた時期がある。
- 「レジェンドof栗本」時代のネタは下ネタが多かった。また「ターンコント」というネタもあった。

## 逸話
- ライブで手伝いばかりしていた頃にADのようだと言われ、永留博昭（元いけないパラダイス）にエディ・マーフィをもじってADマーフィーと名付けられる。一方で本人はロボコップの主人公で、ピーター・ウェラーが演じた『アレックス・マーフィー』に由来するとしていたこともある[3]。
- 同じ事務所所属のぐたくが『熱血!平成教育学院』（フジテレビ）にてADマーフィーの話をしたところ、Yahoo! JAPANの2008年12月15日付検索ランキングにおいて13位にランクインするという現象が起きた（）。またM-1グランプリ2009では、そのぐたくとコンビ『ヒポクリ』を組んで出場した。本人曰く、この回で5年ぶりのM-1出場だったという[4]。翌年のM-1グランプリ2010にも、『ヤシチ』というコンビで出場。

## 出演
- 脳内エステ IQサプリ（フジテレビ） - 問題VTR出演
- E娘!（TBS）
- 平成教育学院☆放課後（BSフジ、2009年7月4日）
- 熱血!平成教育学院（フジテレビ、2009年7月5日）芸人応援席